# Хури, Макрам
Макрам Джамиль Хури (араб. مكرم  خوري‎, ивр.  ;מכרם ח'ורי‎род. 30 мая 1945, Иерусалим) — арабо-израильский актёр кино, театра и телевидения. Самый молодой лауреат Премии Израиля (1987) и первый араб-лауреат высшей государственной награды страны. В 2013 году Хури с восьмой попытки выиграл премию «Офир», израильский аналог «Оскара», получив награду в категории «Лучший актёр».

## Биография
Хури родился в 1945 году, в палестинской христианской семье судьи и учительницы. Семья Хури бежала в Ливан в ходе арабо-израильской войны 1948 года. Через год они вернулись уже в новые государство — Израиль. Семья поселилась в портовом городе Акко, недалеко от Хайфы. Макрам окончил среднюю школу в 1963 году. Затем он поступил в Еврейский университет в Иерусалиме, но позже ушёл оттуда и сосредоточился на карьере актёра.
В течение трех лет он обучался в Mountview Academy of Theatre Arts в Лондоне. Играл в театрах Камери и Хайфы.
С 1976 года женат на Вадии Хури. Их дети, дочь Клара и сын Джамиль, пошли по стопам отца и стали актёрами.

## Избранная фильмография
- Моя мать — генерал (1980)
- Прямо под носом (1982)
- Газах (1984)
- Патриоты (1994)
- Тело (2001)
- Сирийская невеста  (2004)
- Западное крыло (2004)
- Свободная зона (2005)
- Мюнхен (2005)
- Лимонное дерево (2008)
- Дом Саддама (2008)
- Лекарь: Ученик Авиценны (2013)
- Шрам (2014)
- Встреча в Атлите (2014)
- Повесть о любви и тьме (2015)
- Танцующий в пустыне (2015)
- Раненая страна (2015)
- Родина (2015)
- Секретный агент (2017)
- Заговор в Каире (2022)
- Мастер и Маргарита (2024)